# Славицкас, Вайдас
Вайдас Славицкас (лит. Vaidas Slavickas; 26 февраля 1986, Капсукас, Литовская ССР, СССР) — литовский футболист, защитник клуба «Судува» и сборной Литвы.

## Биография

### Клубная карьера
Профессиональную карьеру начал в 2005 году в клубе «Судува», за который выступал около 7 лет. В 2013 году провёл сезон в составе другого литовского клуба «Экранас», а зимой 2014 перешёл в клуб чемпионата Румынии «Чахлэул». В составе румынского клуба провёл полтора сезона и отыграл 24 матча. Летом 2015 года вернулся в «Судуву». В 2017 и 2018 годах становился с клубом чемпионом Литвы.

### Карьера в сборной
Дебютировал за сборную Литвы 22 ноября 2008 года, выйдя в стартовом составе на товарищеский матч против сборной Эстонии, и был заменён в перерыве. Этот матч долгое время оставался единственным в составе национальной команды. Вернулся в сборную осенью 2014 года и с тех пор стал стабильно вызываться в команду. В 2018 году принял участие в двух матчах сборной в Лиге наций УЕФА.

## Достижения
«Судува»
- Чемпион Литвы (2): 2017, 2018
- Обладатель Кубка Литвы (2): 2006, 2008/2009
- Обладатель Суперкубка Литвы (3): 2009, 2018, 2019